# ستيف فولي
ستيف فولي (بالإنجليزية: Steve Foley)‏ (4 أكتوبر 1962 في المملكة المتحدة - ) هو لاعب كرة قدم بريطاني في مركز الوسط. لعب مع برادفورد سيتي وستوك سيتي وسويندون تاون وشيفيلد يونايتد وغريمسبي تاون ونادي فولهام ونادي ليفربول ولينكولن سيتي أف سي.

## وصلات خارجية
- ستيف فولي على موقع قاعدة بيانات كرة القدم.إي يو (الإنجليزية)
- ستيف فولي على موقع Soccerbase.com (لاعب) (الإنجليزية)